# Lepidium aletes
Lepidium aletes là một loài thực vật có hoa trong họ Cải. Loài này được J.F. Macbr. mô tả khoa học đầu tiên năm 1934.